# Louis Katzenstein
Ludwig „Louis“ Katzenstein (* 27. August 1822 in Kassel; † 18. Oktober 1907 ebenda) war ein deutscher Historien- und Genremaler. Nach einer künstlerischen Ausbildung in Paris und mehreren Aufenthalten in Rom ließ er sich in Kassel nieder und wirkte auch als Schriftsteller.

## Leben
Katzenstein war ein Sohn des Kasseler Kaufmanns Juda Katzenstein und seiner Ehefrau Blümchen (geb. Steinthal). Er besuchte in Kassel die Schule und wurde entgegen seinem Willen von seinem Vater zu einer kaufmännischen Ausbildung gedrängt. Im Zuge dieser Ausbildung hielt er sich in London auf. Bei einem Verkehrsunfall verlor er ein Bein und kehrte in seine Geburtsstadt zurück.
Er studierte ab 1843 an der Kasseler Kunstakademie unter Friedrich Müller. 1844 zeigte der Kasseler Kunstverein die Historienbilder Le Compromis des nobles en 1566 von Edouard de Bièfve und L’abdication de Charles Quint von Louis Gallait. Beide von Zeitgenossen intensiv diskutierten Gemälde, sollen Katzenstein dazu bewogen haben, die Kasseler Akademie zu verlassen und sein Studium in Paris fortzusetzen.

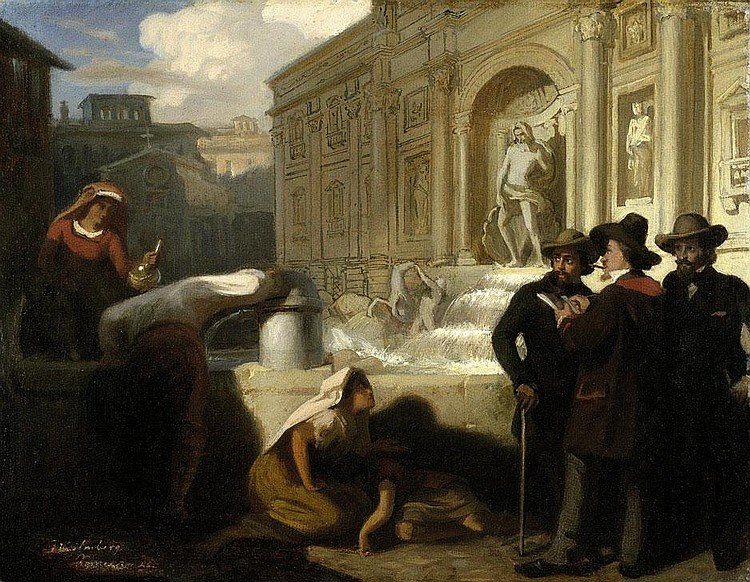
Louis Katzenstein (mit Gehstock) mit Künstlerfreunden in Rom am Trevi-Brunnen, 1846 (Ölskizze von Wilhelm Amberg)

Katzenstein ließ sich in Paris im 9. Arrondissement nieder und trat in das Atelier von Léon Cogniet ein. Er zeigte sich enttäuscht von der Ausbildung in Kassel und nannte seine Jahre in Paris sein „eigentliches Studium.“ Er unterhielt in Paris Freundschaften zu anderen deutschen Schülern wie Wilhelm Amberg und Gustav Richter. Von Dezember 1846 bis Februar 1847 hielt er sich in Rom auf, traf unter anderem auf Friedrich Overbeck, bewegte sich im Umfeld der Nazarener und wurde Mitglied im Deutschen Künstlerverein. Nach Paris zurückgekehrt, stellte er 1848 drei Gemälde auf dem Salon de Paris aus. 1850 reiste er erneut für zwei Jahre nach Rom und wendete sich der Genremalerei zu. Louis Katzenstein verbrachte ab 1852 ein Jahr in Lissabon bei Verwandten. In Portugal wurde er von Ferdinand II. von Portugal entdeckt und malte ihn und Familienangehörige.
Anschließend kehrte Katzenstein endgültig in seine Heimatstadt Kassel zurück. Dort betätigte er sich auch als Autor. Anlässlich des 50. Gründungsjubiläums des Vereins für hessische Geschichte und Landeskunde konzipierte er zahlreiche tableaux vivants, die er anschließend als Grisaille-Gemälde wiedergab und die zahlreich im Druck reproduziert wurden. Er verfasste zahlreiche Artikel für die Allgemeine Deutsche Biographie und war Mitbegründer und ein Autor der Zeitschrift Hessenland. Er gründete die Kasseler Schriftstellervereinigung Die freie Feder. Zahlreiche Gemälde von ihm dienten als Vorlage für Illustrationen in der Gartenlaube.

## Familie
Katzenstein heiratete 1863 die am 1. April 1837 geborenen Ottilie Coß, eine Freundin des auch in Kassel verkehrenden Dichters Multatuli. Gemeinsam hatten sie eine Tochter und einen Sohn. Nachdem seine erste Ehefrau am 28. Mai 1871 an Tuberkulose verstorben war, heiratete er die Schriftstellerin Mathilde Friedrichsen. Katzenstein starb mit 85 Jahren in Kassel.

## Werke (Auswahl)

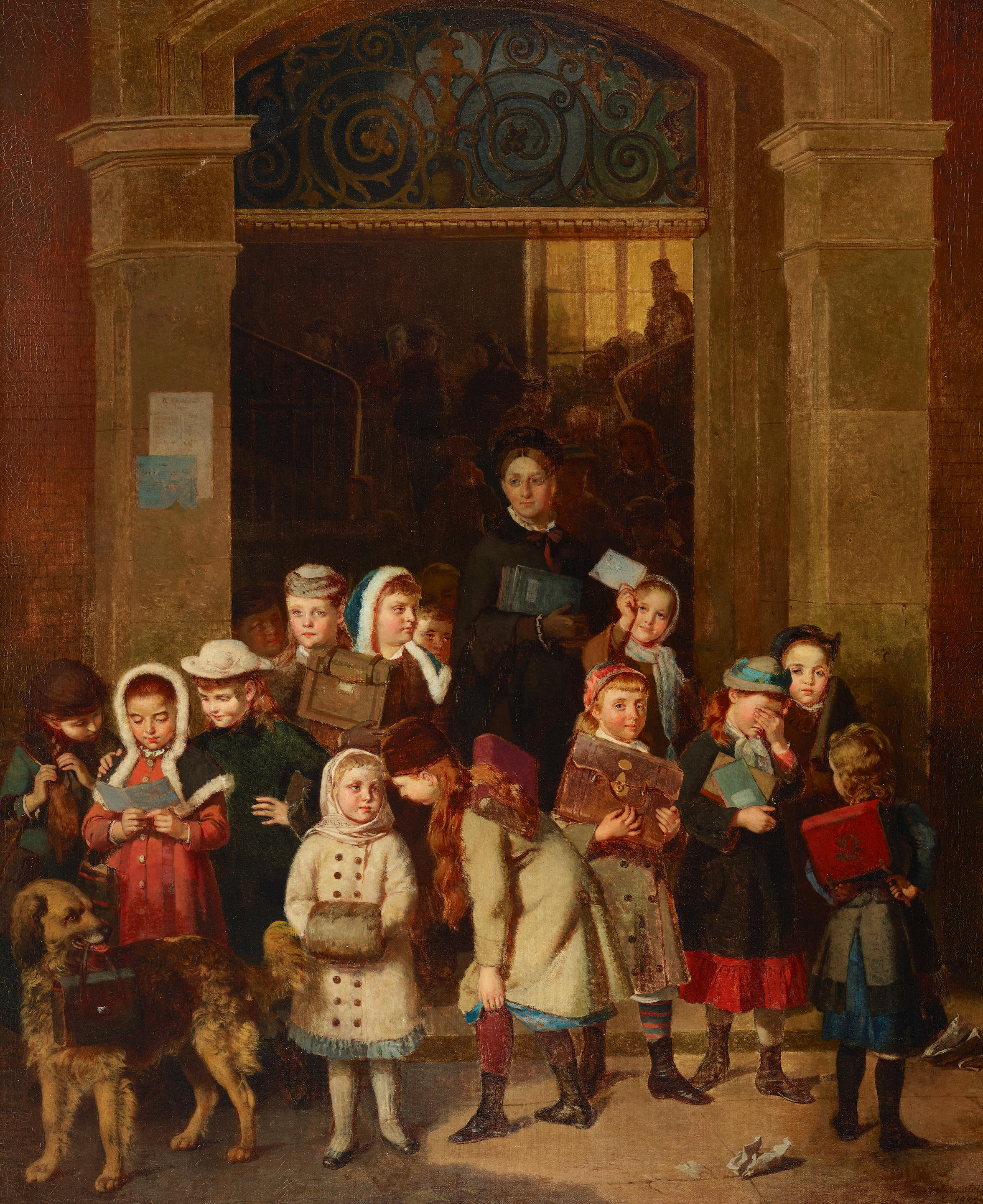
Das 1882 vom Kasseler Kunstverein ausgestellte Gemälde Die Schule ist aus

Bedeutende Werke in Öffentlichen Sammlungen
- Selbstbildnis mit Mantel und Hut, Hessen Kassel Heritage
- Napoleon III. im Park Wilhelmshöhe, 1871, 73 × 63,5 cm, Neue Galerie (Kassel)
- Die Gebrüder Grimm bei der Märchenfrau Dorothea Viehmann, 68,5 × 90 cm, Neue Galerie (Kassel)
- Antonis van Dyck am Hofe Karls I., 1863, 113 × 163 cm, Neue Galerie (Kassel)
- Landgraf Philipp der Großmütige bei Martin Luther, 1894, 69,9 × 56,8 cm, Neue Galerie (Kassel)

Schriften
- Louis Katzenstein: Die Bildergallerie im Schlosse Bellevue zu Kassel : eine Zusammenstellung der hervorragendsten Gemälde, mit kunstgeschichtlichen und biographischen Notizen. Trömner & Dietrich, Kassel 1866, doi:10.17192/eb2014.0003.